# Editorial y museo Abya Yala
La Editorial y museo Abya-Yala es una editorial y museo con sede en la ciudad de Quito, Ecuador con el objetivo de estudiar la historia y cultura de los pueblos indígenas y afroamericanos. Forma parte de la Universidad Politécnica Salesiana.

## Editorial Abya Yala

### Historia
La editorial fue fundada por el misionero italiano salesiano Juan Bottasso. Él empezó con la edición y publicación de Mundo Shuar, en ese entonces un proyecto cultural nacido para crear una enciclopedia sobre la historia y cultura del pueblo Shuar.

### Revistas indexadas periódicas
- Alteridad: Revista de Educación.
- Sophia: Revista de Filosofía de la Educación.
- Universitas: Revista de Ciencias Sociales y Humanas.
- La Granja: Revista de Ciencias de la Vida.
- Ingenius: Revista de Ciencia y Tecnología.
- Retos: Revista de Ciencias de la Administración y Economía.

### Premios y reconocimientos
- Premio Iberoamericano Bartolomé de Las Casas (Casa de América), otorgado por el gobierno español (1992).[2]
- Premio del Ministerio de Educación y Cultura del Ecuador a la Mejor Editorial Ecuatoriana (1998).
- Premio Pío Jaramillo Alvarado a las Ciencias Sociales otorgado por la FLACSO (1998).
- Premio Eugenio Espejo (2008), en la categoría Organismos Públicos o Privados.[3]

## Librería universitaria ABYA YALA
La Librería Universitaria Abya Yala ubicada en la ciudad de Quito en las calles 12 de Octubre y Wilson.

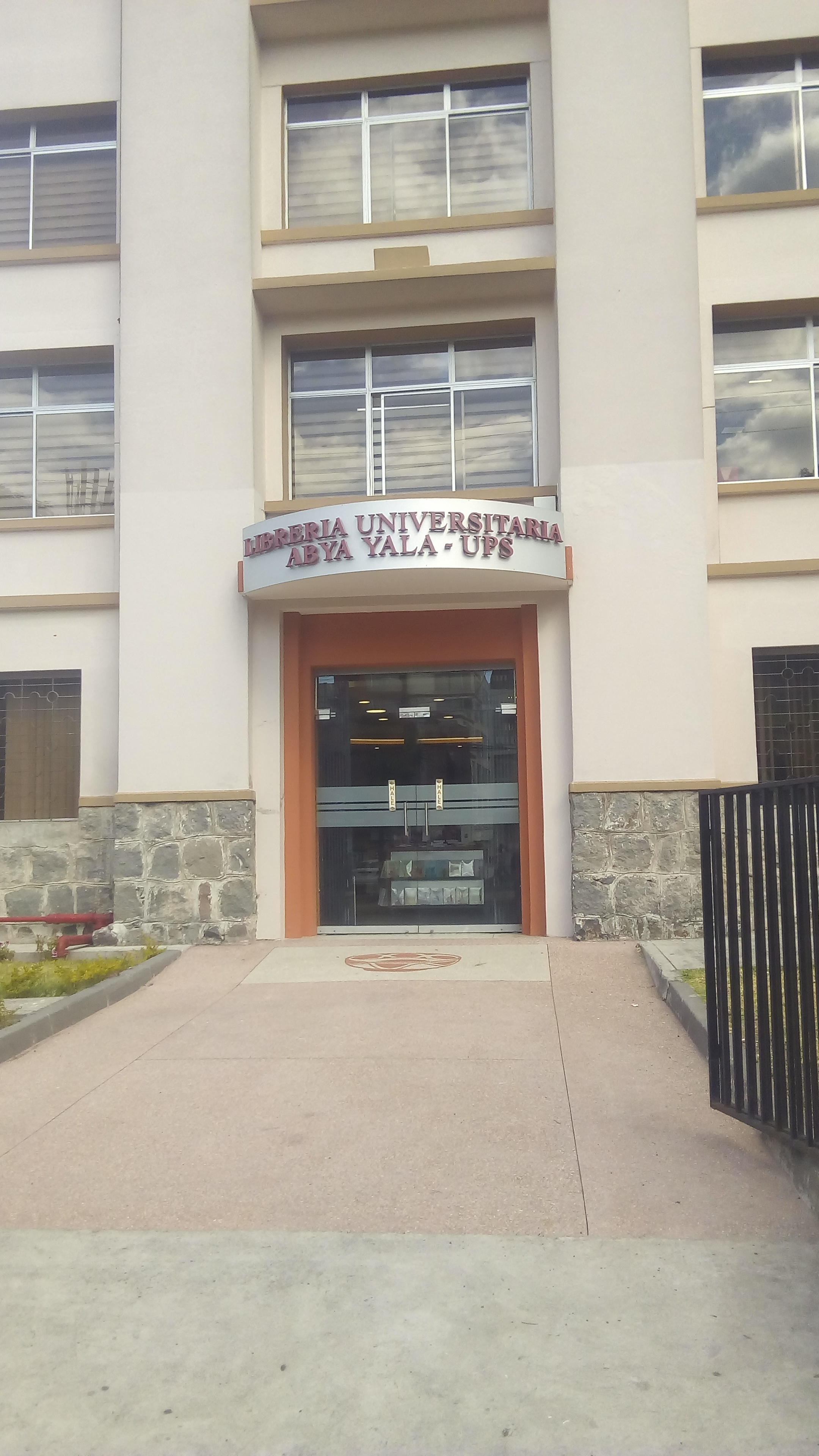
Librería Universitaria Abya Yala / UPS

## Museo

### Etnografía amazónica
El área etnográfica del museo exhibe instrumentos, vestimenta y cerámicas de culturas de la Amazonía norte del país: Cofán, Zápara y Siona-Secoya. En la segunda sala se exponen piezas de culturas de la Amazonía media como la Huaorani y la Kichwa de Pastaza.